# Soberba

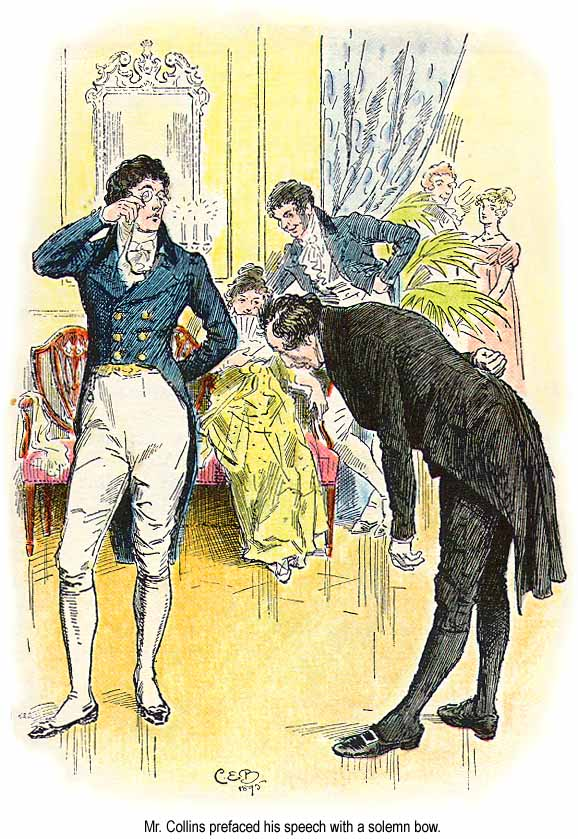
Alusão da Soberba, 1788.

Soberba (do latim superbia, "arrogância") é o sentimento caracterizado pela pretensão de superioridade sobre as  pessoas, levando a manifestações ostensivas de arrogância, por vezes sem fundamento algum em fatos ou variáveis reais. 
As manifestações de soberba podem ser individuais ou grupais. Em termos grupais, podemos exemplificar o nacionalismo xenófobo como uma faceta da soberba. Também todos os tipos de racismo, corporativismo, elitismo, doutrina de povos escolhidos ou eleitos e outras concepções semelhantes, em que um grupo se firma na crença de que é superior, demonstram matizes da soberba. 
A manipulação da soberba, do orgulho e da pretensão de superioridade de um grupo ou nação pode mobilizar conflitos armados, onde tais sentimentos de uma massa humana pouco crítica servem aos interesses políticos, econômicos, ideológicos ou religiosos de seus líderes. Exemplo recente encontra-se na doutrina de superioridade da raça ariana, que serviu de base ideológica para arregimentar uma nação e desencadear uma Guerra Mundial. Além deste, podem ser citados o regime de apartheid que vigorou na África do Sul, a atitude dos colonizadores europeus nos séculos XIX e XX, a atitude recíproca da parcela radical de árabes e judeus, o sistema de castas da sociedade indiana, a Ku Klux Klan norte-americana, entre inúmeros outros. Também observa-se processo semelhante na grande maioria das guerras religiosas registradas na História, o que vem contabilizando um sem-número de mortes, mutilações, retaliações, revanchismos e hostilidades de vários gêneros. 
Para a Igreja Católica, a soberba é um dos sete pecados capitais (CIC, n. 1866), sendo associada a orgulho excessivo, arrogância e vaidade.

## Análise
A soberba não é privilégio dos ricos. Os pobres também podem experimentar a soberba ao se considerarem especiais e buscando fingir serem o que não são. Não só através de bens materiais, pois muitas vezes a pessoa pode se sentir superior aos outros por acreditar que é o melhor no que faz, no que decide, na sua capacidade de resolver situações.
Enquanto o invejoso guarda tal sentimento para si, se remoendo internamente (talvez até com medo das denotações negativas que tal sentimento pode compor), o soberbo tende a se mostrar, pois está enamorado com a própria existência. O soberbo se sente autorrealizado (dentro dos conceitos propostos na pirâmide de Maslow), querendo mostrar-se para os outros a todo preço, querendo despertar a inveja e a admiração dos outros, como se isso elevasse sua estima ao máximo e lhe trouxesse prazer.
O soberbo quer superar sempre os outros, mas quando é superado, logo se deixa dominar pela inveja. Para o soberbo, ele deve sempre estar no topo, sendo o parâmetro mais alto para as pessoas, despertando interesse e curiosidade de todos. Quando é superado, logo o soberbo se sente ameaçado, atingido, sendo tomado pela inveja, querendo depreciar os outros e vangloriar-se, sem que para isso se estruture para se superar ou até fazer uma avaliação da vida, dando-se em determinado momento por satisfeito.
A correção da soberba ocorre única e simplesmente por meio da humildade. É agindo com simplicidade que se consegue combater a soberba nas suas mais diversas formas, evitando a ostentação, contendo as vaidades e olhando o mundo não apenas a partir de si, mas principalmente ao redor de si. O soberbo vê o mundo começando a partir de si, enquanto o correto seria que ele olhasse ao redor, comparasse, analisasse e traçasse seu caminho individualmente, com virtude e solidariedade.
Mas algumas vezes também pode-se perceber que a falsa humildade é sinal de uma soberba focada na inferioridade. Ou seja, o soberbo não aceita ser como a média, não aceita ser como os demais. Ele precisa se destacar dos outros sendo o "mais" "maior". Se não consegue ser o mais inteligente, ele então desejará ser o mais ignorante, falando o tempo todo sobre isso para que seu interlocutor, ao ouvir a depreciação, passe a elogiar o soberbo, mesmo por educação. Mas isso bastará ao soberbo que quer destacar-se dos outros que são medianos.